# Stanislav Kašpárek
Stanislav Kašpárek (Prerov, 11 de junio de 1996) es un jugador de balonmano checo que juega de lateral derecho en el Dinamo Bucarest. Es internacional con la selección de balonmano de la República Checa.
Su primer gran campeonato con la selección fue el Campeonato Europeo de Balonmano Masculino de 2018. En el partido inaugural fue el jugador más destacado de su selección en la derrota ante la selección de balonmano de España (32-15). En los otros dos partidos de grupo, colaboró notablemente en las victorias ante la selección de balonmano de Dinamarca y la selección de balonmano de Hungría, clasificándose así su selección para la ronda principal del torneo.

## Palmarés

### Pick Szeged
- Copa de Hungría de balonmano (1): 2019
- Liga húngara de balonmano (1): 2021

### Meshkov Brest
- Liga de Bielorrusia de balonmano (1): 2022

### Dinamo Bucarest
- Liga Națională (2): 2023, 2024
- Copa de Rumania de balonmano (1): 2024

## Clubes
- Balatonfüredi KSE (2016-2018)
- SC Pick Szeged (2018-2021)
- Meshkov Brest (2021-2022)
- Dinamo Bucarest (2022- )[7]